# Sadd-e Shahīd Rajā'ī
Sadd-e Shahīd Rajā'ī (persiska: سد شهید رجائی, Sadd-e Shahīd Rajā’ī) är en dammbyggnad i Iran.   Den ligger i provinsen Mazandaran, i den norra delen av landet, 170 km öster om huvudstaden Teheran. Sadd-e Shahīd Rajā'ī ligger 463 meter över havet.
Terrängen runt Sadd-e Shahīd Rajā'ī är huvudsakligen lite bergig. Sadd-e Shahīd Rajā'ī ligger nere i en dal. Runt Sadd-e Shahīd Rajā'ī är det ganska tätbefolkat, med 111 invånare per kvadratkilometer. Närmaste större samhälle är Lājīm, 10,9 km väster om Sadd-e Shahīd Rajā'ī. Trakten runt Sadd-e Shahīd Rajā'ī består i huvudsak av gräsmarker.